# HyTime
超级媒体／时基结构化语言 （Hypermedia/Time-based Structuring Language，簡写HyTime）是一个标记语言，这是一个标准通用标记语言应用。它的目的是使人们有可能链接到外部资源，例如视频或便携式文件格式文件。
HyTime是一个非常广泛而且复杂的标准。并从未完全应用，虽然它已经取得了部分的标准实现。

## 标准
它的标准本身是 国际标准化组织/国际电子技术委员会 10744，在1992年首次出版来自国际标准化组织。它是由国际标准化组织/国际电子技术委员会 JTC1/SC34开发。（国际标准化组织/国际电子技术委员会 联合技术委员会1，小组委员会34 - 文件描述和处理语言).

## 延伸阅读
- Steven DeRose和David Durand, "使超级媒体工作：超级媒体/时基结构化语言的一个用户指南" Kluwer学术出版社1994（国际标准书号 0-7923-9432-1）。

## 应用
- 标准音乐描述语言